# Пигуль, Владимир Сергеевич
Владимир Сергеевич Пигуль (укр. Володимир Сергійович Пігуль; род. 1941) — украинский, советский педагог. Народный учитель СССР (1988).

## Биография
Владимир Пигуль родился в 1941 году. 
В 1963 году окончил Сумской государственный педагогический институт им. А. С. Макаренко.
С 1963 года работает учителем химии в Успенской средней школе имени Г. П. Головенского Бурынского района Сумской области.
В 1964—1965 годах служил в Советской Армии.

## Звания и награды
- Заслуженный учитель Украинской ССР (1977)[2]
- Народный учитель СССР (1988)